# The Moltrail
The Moltrail è il centotrentaquattresimo album in studio del chitarrista statunitense Buckethead, pubblicato il 27 gennaio 2015 dalla Hatboxghost Music.

## Il disco
Centocinquesimo disco appartenente alla serie "Buckethead Pikes", The Moltrail è uscito a distanza di appena sei giorni dal precedente Squid Ink Lodge (con il quale condivide il medesimo numero di tracce) ed è il terzo dei sei dischi pubblicati dal chitarrista durante il mese di gennaio 2015.

## Tracce
Musiche di Buckethead.
1. The Moltrail Part 1 – 10:21
2. The Moltrail Part 2 – 16:33
3. Woven Wire – 3:15

## Formazione
- Buckethead – chitarra, basso, programmazione